# 19 Ursae Minoris
Désignations
19 Ursae Minoris (en abrégé 19 UMi) est une étoile de la constellation circumpolaire boréale de la Petite Ourse. Elle est visible à l’œil nu sous un bon ciel avec une magnitude apparente de 5,47. D'après les mesures de parallaxe réalisées par le satellite Gaia, elle est distante d'environ 180 pc (∼587 al) de la Terre. C'est une étoile solitaire, qui ne possède pas de compagnon connu.

## Propriétés
19 Ursae Minoris est une étoile bleu-blanc de la séquence principale ordinaire, de type spectral B8V. Elle a vécu environ 90 % du temps durant lequel elle est sur la séquence principale. Elle est 3,79 fois plus massive que le Soleil et elle tourne rapidement sur elle-même avec une vitesse de rotation projetée de 206 km/s. Elle est 354 fois plus lumineuse que l'étoile du Système solaire et sa température de surface est de 11 641 K.